# Albert Oppenheim
Albert Oppenheim (født 13. december 1879 i Randers, død 8. maj 1956 i København) var en dansk arkitekt, der – i lighed med Carl Brummer – især tegnede villaer for bourgeoisiet omkring 1. verdenskrig. Hans huse bærer ofte præg af engelsk nybarok, men siden bevægede han sig mod nyklassicismen. Han var bror til maleren Ville Jais Nielsen.

## Karriere
Oppenheim var søn af købmand Carl Oppenheim og Jeanette Cohn. Han kom i tømrerlære hos arkitekt og tømrermester Jens Peter Jensen Wærum i Randers og blev tømrersvend. Dernæst studerede han bygningstegning på Det tekniske Selskabs Skole i København og kom på Kunstakademiets Arkitektskole, hvor han gik i alm. forberedelsesklasse januar 1901-09. Han var ansat hos Frederik L. Levy og Gotfred Tvede.
Han udstillede tegninger på Charlottenborg Forårsudstilling 1917-18 og på Kunstnernes Efterårsudstilling 1918.
Oppenheim blev gift 4. april 1905 med Ellen Henny Meyer (25. februar 1882 i Kolding – 5. oktober 1972 i København), datter af købmand Leopold Meyer og Cecilie Israel.

## Værker

### Villaer og landsteder i København og provinsen
- Engskiftevej 6 (1909)
- Vestagervej 5 (1912)
- Ombygning af Villa Lido, Espergærde (1912)
- Eget sommerhus Knolden, Rågeleje (1914)
- Ryvangs Allé 20 (1915, ombygning)
- Ryvangs Allé 26 (1916, fremstår nu totalt ombygget)
- Villa Åhuset, generalkonsul Bruno Heckschers sommerhus, Skodsborg Strandvej 9B, Skodsborg (1918, have opr. af Birger Errboe)
- Øregårds Allé 19, Hellerup (1919)
- Villa Granhaugen, for Oluf Bjørløw, Greve Strand (1919)
- Ombygning af den gamle vandmølle i Skramsø Plantage til elværk (1920, sammen med Viggo Jacobsen)
- Skramsø (1919, som forannævnte)
- Klelund for bankdirektør A.H. Wellendorff (1920, som forannævnte, ombygget 1975, nedrevet 2009)
- Christianshus, Christianshusvej 183, Hørsholm (1921, sammen med Viggo Jacobsen)
- Tuborgvej 10, Hellerup (1938)
- Tuborgvej 27, Hellerup (1925)
- Konsul Franz Norstrands palæ, nu Canadas ambassadørbolig, Dag Hammarskjölds Allé 26 (1929)
- Henningsens Allé 39, Hellerup (1935, præmieret af Gentofte Kommune)
- Fredheimvej 2, Smidstrup (1937)
- Landstedet Stenholt for direktør James Løve, Rungsted Strandvej 39, Rungsted (1937)[1]

### Byejendomme i København og omegn
- Ombygning af Sparekassen for Kjøbenhavn og Omegn, Niels Hemmingsens Gade 24 (1911-13, sammen med Hans Wright, tilbygning 1938-40)
- Skindergade 15 (1915, ombygning)
- Amagerbrogade 147 (1915, sammen med Hans Wright)
- Bernstorffsgade 23 (1917)
- Flere sparekasseafdelinger, bl.a. Amagerbrogade 69 (1915, sammen med Hans Wright), Valby Langgade 21 A (1929), Gentoftegade 51 (1937), Godthåbsvej 256 A (1937), Søborg Hovedgade 78 (1943)
- Revisions- og Forvaltningsinstituttet, nu Kulturstyrelsen, H.C. Andersens Boulevard 2 (1918-20)
- Biografen Metropol, Frederiksberggade 16 (1924, sammen med Viggo Jacobsen, ombygget)
- Ny bygning for Stiftelsen Meyers Minde, Krystalgade 12 (1924, efter tegning af Frederik L. Levy)
- A/S C. Olesen, Gammel Strand 28 (1937, ombygget)
- Baunegårdsvej 2, Gentofte (1938)
- Ombygning af Nørre Farimagsgade 3-5 (1939)
- Endvidere møbeltegninger, flygler og klaverer for Søren Jensens Pianofabrik (1918)

### Industribyggeri i København
- Ovomaltinefabrikken, Frederikssundsvej 378 (1938, nedrevet)
- Petersen & Wraaes Maskinfabrik, Heimdalsgade 30-32 (1945-48, sammen med H. Overgård, nedrevet 1978)